# Pecado original y expulsión del Paraíso terrenal
El Pecado original y expulsión del Paraíso terrenal es el sexto fresco que pintó Miguel Ángel en la Capilla Sixtina.

## Descripción
Este fresco es grande, pero por todo lo que hay pintado ahí, parece ser el más grande de todo el conjunto. En él hay seis figuras. Del lado izquierdo están Adán, Eva y Satanás. Del lado derecho vemos a un ángel y nuevamente a Adán y a Eva.
El Adán y la Eva que se encuentran del lado izquierdo son totalmente distintos a los que se encuentran del lado opuesto, pero tampoco se parecen a los de los otros dos frescos.
Aquí vemos a un Adán rubio, el cual en los otros dos frescos tuvo el pelo castaño y  rojizo.
Su cuerpo ha madurado y ya no es un joven. Ahora tiene una fisonomía gigantesca y musculosa.Se está estirando para alcanzar el fruto que se encuentra en el Árbol de la Sabiduría.
Junto a él y recostada se encuentra una Eva masculina, musculosa y muy poco femenina. Ella tuerce su cuerpo para alcanzar la fruta que le está dando Satanás, el cual está enroscado al tronco del árbol por su cola. En el caso de esta obra no es un manzano como se puede apreciar perfectamente en las hojas, si no una higuera. Miguel Ángel no representa el conocido manzano popularizado en la Biblia Vulgata. Lo que sí nos dice el Génesis 3:7 es que al descubrir su desnudez se cubrieron con hojas de higuera. 
Esta escena carece de alegría. Es un poco tensa pues Adán y Eva saben que están pecando, pero no se detienen en eso.
Del lado derecho vemos la consecuencia de esto. Tal y como lo relata la Biblia, cuando Dios se enteró de lo que habían hecho y los castigó, mandó un ángel para que los expulsara del Paraíso.
El ángel que vemos aquí no es como los que acompañaban a Dios en las pinturas de la Creación de la Tierra y el Hombre. Es un ser de género dudoso. Está vestido con su propia túnica roja y apunta con una espada el cuello de Adán.
Las caras que vemos en Adán y Eva son terribles. Los dos parecen haber envejecido y su rostro se deforma y se arruga de la tristeza que los aflige. Eva parece una anciana.
Al comer del fruto prohibido, hallaron penoso el estar desnudos, así que sus poses demuestran pudor también. Los dos se cubren del ángel y de ellos mismos.
El paisaje que se presenta atrás no coincide con lo que la Biblia dice.
Nos menciona el Paraíso como eso precisamente, un lugar de extraordinaria vegetación y fauna, con plantas exóticas y abundancia en todas partes.
El Paraíso que nos pinta Miguel Ángel es todo lo contrario. En todo el paisaje solo aparece un árbol, precisamente el Árbol Prohibido. Todo es una llanura, ni siquiera hay montañas. El pasto aparece sin detalle, solo vemos las pobres sombras que reflejan Adán y Eva.
Del lado izquierdo hay algunas piedras y un árbol que parece estar seco. El Cielo aparece sin nubes. Parece un mañana y solo tiene una pobre porción de azul en la parte superior que se difumina. El horizonte es totalmente incoloro.
Esta situación del paisaje no sabemos si se debe a algún mensaje quería dar sobre el Pecado de Adán y Eva, o si sencillamente, el maestro no podía dibujar vegetación.
Este fresco parece inspirarse en una obra del pintor Masaccio. Existen, como se advierte, diferencias en esta pintura en relación con el relato bíblico tal como aparece en el Génesis:
Quizás, la más impactante, es que Adán y Eva se muestran aquí totalmente desnudos. Aunque esto le añade dramatismo a la escena, se aparta también de lo relatado en el Génesis, 3, v. 7, donde se afirma: 
"Entonces se abrieron los ojos de los dos y descubrieron que estaban desnudos. Por eso se hicieron unos taparrabos, entretejiendo hojas de higuera". No los expulsan del Paraíso hasta el versículo 24.
Además, sólo se representa aquí un ángel, (con una espada, atacando la nuca de Adán) cuando en ese versículo 24 se dice que Dios puso en la entrada del paraíso a Cherubim ('-im' es plural en hebreo): "Y después de expulsar al hombre, puso al oriente del jardín del Edén a los querubines y la llama de la espada zigzagueante, para custodiar el acceso al árbol de la vida".